# Pieter Schoubroeck

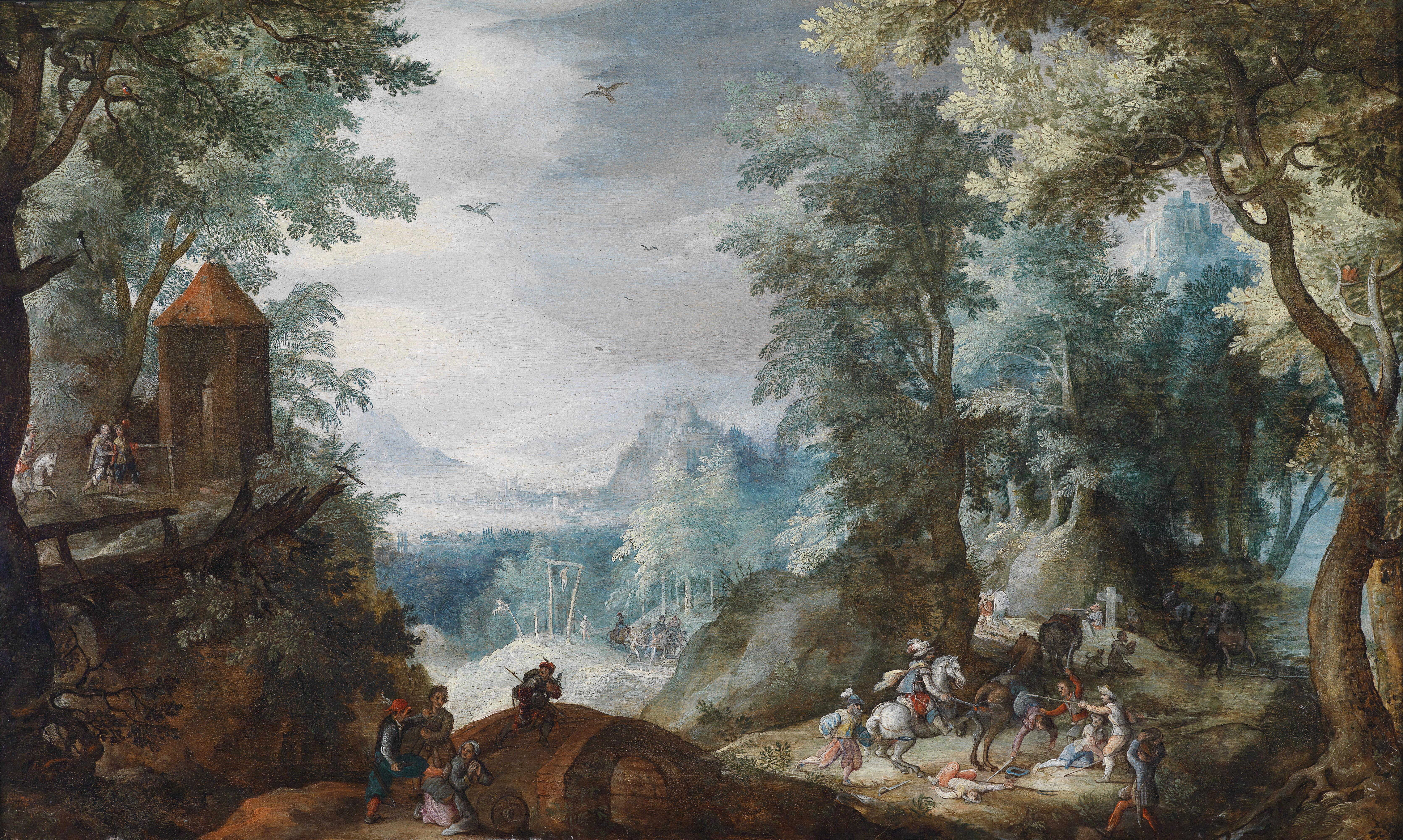
Paisaje boscoso con horca, ca. 1607, colección privada.

Pieter Schoubroeck o Schaubroeck  (Hessheim, ca. 1570 - Frankenthal, 10 de mayo de 1607) fue un pintor germano-flamenco de época manierista, especialista en pintura de paisajes.
Aunque nacido en el Palatinado renano, su familia provenía de Flandes, como el resto de los integrantes de la escuela de Frankenthal. Fue probablemente discípulo de Gillis van Coninxloo. Viajó a Italia, y en los años finales del siglo (1597-1600) está documentada su actividad en Núremberg. En 1601 se traslada a Frankenthal, donde residió hasta su muerte. Quizá a causa de su prematura muerte, no hay en su obra muestras de las novedades estilísticas de comienzos del siglo XVII.